# Episodi di Blindspot (prima stagione)
La prima stagione della serie televisiva Blindspot è stata trasmessa in prima visione negli Stati Uniti d'America da NBC dal 21 settembre 2015 al 23 maggio 2016.
In Italia, la stagione è andata in onda su Italia 1 dal 10 maggio all'8 luglio 2016; l'episodio pilota è andato in onda in contemporanea anche su altri canali gratuiti di Mediaset: Italia 2, TOP Crime, La 5 e Mediaset Extra.
Ogni titolo originale contiene un anagramma che dà indizi sul relativo episodio e letti di seguito gli anagrammi formano delle frasi di senso compiuto. I titoli italiani sono le traduzioni degli anagrammi, non dei titoli originali.
Durante questa stagione esce dal cast principale Marianne Jean-Baptiste.
| nº | Titolo originale                   | Anagramma                         | Titolo italiano                    | Prima TV USA      | Prima TV Italia |
| -- | ---------------------------------- | --------------------------------- | ---------------------------------- | ----------------- | --------------- |
| 1  | Woe Has Joined                     | Who is Jane Doe                   | Chi è Jane Doe                     | 21 settembre 2015 | 10 maggio 2016  |
| 2  | A Stray Howl                       | Taylor Shaw                       | Taylor Shaw                        | 28 settembre 2015 | 10 maggio 2016  |
| 3  | Eight Slim Grins                   | The Missing Girl                  | La ragazza smarrita                | 5 ottobre 2015    | 17 maggio 2016  |
| 4  | Bone May Rot                       | Or Maybe Not                      | Oppure no                          | 12 ottobre 2015   | 17 maggio 2016  |
| 5  | Split the Law                      | The Past Will                     | Il passato                         | 19 ottobre 2015   | 24 maggio 2016  |
| 6  | Cede your Soul                     | Cloud Our Eyes                    | Ci annebbia la vista               | 26 ottobre 2015   | 24 maggio 2016  |
| 7  | Sent on Tour                       | Trust No One                      | Non fidarti di nessuno             | 2 novembre 2015   | 31 maggio 2016  |
| 8  | Persecute Envoys                   | Suspect Everyone                  | Sospetta di tutti                  | 9 novembre 2015   | 31 maggio 2016  |
| 9  | Authentic Flirt                    | Lift the Curtain                  | Solleva la tenda                   | 16 novembre 2015  | 7 giugno 2016   |
| 10 | Evil Handmade Instrument           | And Unveil the Mastermind         | E rivela il burattinaio            | 23 novembre 2015  | 7 giugno 2016   |
| 11 | Cease Forcing Enemy                | In Case of Emergency              | In caso di emergenza               | 29 febbraio 2016  | 14 giugno 2016  |
| 12 | Scientists Hollow Fortune          | Follow These Instructions         | Segui queste istruzioni            | 7 marzo 2016      | 14 giugno 2016  |
| 13 | Erase Weary Youth                  | Stay Where You Are                | Resta dove sei                     | 14 marzo 2016     | 17 giugno 2016  |
| 14 | Rules in Defiance                  | Find a Secure Line                | Trova una linea sicura             | 21 marzo 2016     | 17 giugno 2016  |
| 15 | Older Cutthroat Canyon             | To Contact Your Handler           | Per contattare il tuo responsabile | 28 marzo 2016     | 24 giugno 2016  |
| 16 | Any Wounded Thief                  | Find What You Need                | Troverai l'occorrente              | 4 aprile 2016     | 24 giugno 2016  |
| 17 | Mans Telepathic Loyal Lookouts     | In Almost the Last Place You Look | Nell'ultimo posto dove guarderesti | 11 aprile 2016    | 24 giugno 2016  |
| 18 | One Begets Technique               | To Begin the Sequence             | Per avviare la sequenza            | 18 aprile 2016    | 1º luglio 2016  |
| 19 | In the Comet of Us                 | Focus on the Time                 | Concentrati sul tempo              | 25 aprile 2016    | 1º luglio 2016  |
| 20 | Swift Hardhearted Stone            | Then Wait For The Address         | Poi prendi la prima strada a Ovest | 2 maggio 2016     | 1º luglio 2016  |
| 21 | Of Whose Uneasy Route              | To Your New Safehouse             | Verso il nuovo nascondiglio        | 9 maggio 2016     | 8 luglio 2016   |
| 22 | If Love a Rebel, Death Will Render | The Final Order Will Be Revealed  | L'ordine sarà rivelato             | 16 maggio 2016    | 8 luglio 2016   |
| 23 | Why Await Life's End               | When It's Filed Away              | Ad archiviazione avvenuta          | 23 maggio 2016    | 8 luglio 2016   |

## Chi è Jane Doe
- Titolo originale: Woe Has Joined
- Anagramma: Who is Jane Doe
- Diretto da: Mark Pellington
- Scritto da: Martin Gero

### Trama
Una donna viene trovata nuda chiusa in un borsone a Times Square. Soffre di un'amnesia indotta dall'assunzione di droghe. Il suo corpo è completamente ricoperto di tatuaggi non più vecchi di qualche settimana, e tra i tatuaggi figura il nome dell'agente speciale dell'FBI Kurt Weller. La donna viene portata in un laboratorio dell'FBI per essere identificata, ma il suo nome e le sue impronte digitali non esistono in alcun database e lo stesso Kurt Weller rivela di non conoscerla. L'FBI scopre che sotto uno dei tatuaggi è nascosto un altro tatuaggio con lo stemma dei Navy SEALs, ma nemmeno nel database dei SEALs riescono a trovare traccia della donna. Weller e la sua squadra scoprono che uno dei tatuaggi è un indirizzo scritto in cinese che la donna, Jane Doe riesce a leggere. L'indirizzo porta l'FBI da Chao, un uomo che vuole far saltare in aria la Statua della Libertà. Weller affronta l'uomo ma viene salvato da Jane che nel momento in cui preme il grilletto ha un ricordo di lei che corre sparando a dei bersagli sotto lo sguardo di un uomo misterioso. Nel finale il supervisore di Weller, Bethany Mayfair, scopre che un codice numerico sul corpo di Jane rimanda a un dossier dell'FBI. L'uomo misterioso va a trovare Chao in ospedale e lo uccide. Un flashback mostra che è stato l'uomo misterioso a drogare Jane su richiesta della stessa donna. 
- Altri interpreti: Johnny Whitworth (uomo misterioso)
- Ascolti USA: 10.610.000 telespettatori – rating/share 18-49 anni 3.1/10%[7]
- Ascolti Italia: 1.616.000 telespettatori - share 5.87%[8]

## Taylor Shaw
- Titolo originale: A Stray Howl
- Anagramma: Taylor Shaw
- Diretto da: Mark Pellington
- Scritto da Martin Gero

### Trama
Patterson sviluppa un programma per ricercare costantemente riferimenti ai tatuaggi di Jane. Uno dei tatuaggi conduce la squadra ad Arthur Gibson, un pilota che vuole rivelare l'esistenza di un programma segreto di droni sul suolo americano. Gibson riesce a prendere il controllo di un drone armato, uccide il suo ex-capo e intende distruggere il programma dei droni lanciando un missile sulla base operativa. Patterson riesce a localizzare il segnale di Gibson che viene catturato da Weller e Jane. Jane intanto è costantemente vittima di flashback in cui uccide una suora e soffre per il rimorso delle sue azioni. Alla fine si ricorda che la suora era in realtà un soldato camuffato, a cui prende una chiavetta USB. Weller nota una cicatrice sul collo di Jane uguale a quella di Taylor Shaw, un'amica d'infanzia scomparsa 25 anni prima, e si convince che Jane sia Taylor. Nel finale Jane viene sorpresa dall'uomo misterioso all'interno del suo appartamento.
- Altri interpreti: Johnny Whitworth (uomo misterioso), Robert Eli (Arthur Gibson), Jordana Spiro (Sarah Weller), Cotter Smith (colonnello)
- Ascolti USA: 9.110.000 telespettatori – rating/share 18-49 anni 2.6/8%[9]
- Ascolti Italia: 1.630.000 telespettatori - share 6.42%[8]

## La ragazza smarrita
- Titolo originale: Eight Slim Grins
- Anagramma: The Missing Girl
- Diretto da: Steve Shill
- Scritto da: Martin Gero e Eoghan Mahony

### Trama
Uno sconosciuto entra nell'appartamento di Jane e, dopo averle detto di non fidarsi dell'FBI, viene ucciso dal colpo di un cecchino. L'FBI non è in grado di identificare il corpo. Nel frattempo Patterson trova sul corpo di Jane il numero di un fascicolo dell'FBI censurato, riguardante il leader di una gang: Saúl Guerrero. Mayfair, pur essendo l'agente responsabile del caso, finge di non ricordare. Casey Robek, ferito in seguito ad una rapina in una gioielleria, si risveglia in ospedale dove fa capire a Jane di conoscerla. Entrambi hanno lo stesso tatuaggio dei Navy SEAL. Nel frattempo arriva Travis, suo fratello che riesce a rapirlo e, in seguito, pur di non essere imprigionato preferirà lasciarsi uccidere. Poco prima che Casey muoia sussurra la parola “Orion”. Il test del DNA conferma che Jane è Taylor Shaw, vicina e amica d'infanzia di Weller. La donna diventa inoltre un membro ufficiale del team. Mayfair incontra Tom Carter, vice direttore della CIA, per discutere della segreta operazione "Daylight". Chiunque abbia tatuato Jane doveva esserne a conoscenza, ma solo quattro persone al mondo ne sono informate e una di esse è già morta. Carter pretende che Mayfair sappia risolvere la situazione.

## Oppure no
- Titolo originale: Bone May Rot
- Anagramma: Or Maybe Not
- Diretto da: Karen Gaviola
- Scritto da: Christina M. Kim

### Trama
David, il ragazzo di Patterson, riesce a risolvere un enigma osservando la fotografia di uno dei tatuaggi di Jane. L'indizio conduce il team dell'FBI a un laboratorio del CDC. Qui, due scienziati stanno pianificando di salvare il mondo dalla sovrappopolazione rilasciando nell'aria un virus mortale, ma la minaccia viene sventata all'ultimo momento grazie all'intervento della squadra. Intanto Patterson chiede a Mayfair di poter vedere il fascicolo non censurato riguardante Saúl Guerrero senza però ottenere il consenso. Carter vuole assolutamente interrogare Jane, ma Mayfair rifiuta categoricamente per evitare che le possa fare del male. Kurt, racconta a Jane la storia di Taylor sperando di stimolarle qualche ricordo. Comunque, la datazione al carbonio, effettuata da Patterson su un dente di Jane dimostra che è nata nell'Africa sub-sahariana contraddicendo il test del DNA. L'allibratore di Tasha le dice che ha solo tre giorni per pagare i suoi debiti di gioco.

## Il passato
- Titolo originale: Split the Law
- Anagramma: The Past Will
- Diretto da: Mark Pellington
- Scritto da: Brendan Gall

### Trama
Durante una cena con Sarah, la sorella di Kurt, Jane non resiste alla pressione di ricoprire il ruolo di Taylor Shaw. La ragazza ricorda un episodio della sua infanzia dove viene condotta per mano da un uomo in uno scantinato pieno di altri bambini. In uno degli indirizzi derivati da uno dei tatuaggi di Jane, alcuni malviventi prendono in ostaggio delle persone. Dopo aver liberato un primo gruppo di ostaggi, gli assalitori fanno una carneficina e si suicidano. L'FBI irrompe e scopre che l'edificio in realtà era un luogo segreto della CIA in cui il direttore Carter e i suoi uomini detenevano Dodi, un ingegnere specializzato nella creazione di ordigni radioattivi. Gli agenti capiscono quindi che i malviventi, già contaminati irreparabilmente dalle radiazioni, hanno nascosto Dodi tra gli ostaggi liberati e si lanciano all'inseguimento. L'FBI individua l'ingegnere che stava tentando di recuperare del materiale radioattivo da un cimitero e riesce a catturarlo. Sul luogo si presenta anche Carter coi suoi agenti ed esige di portare con sé alla CIA o Dodi, o Jane. Mayfair consegna Dodi. Il padre di Kurt, Bill, si trova a casa di Sarah, ma Kurt si rifiuta di parlargli. Carter paga i debiti di gioco di Zapata e chiede in cambio tutte le informazioni su Jane in possesso dell'FBI.

## Ci annebbia la vista
- Titolo originale: Cede Your Soul
- Anagramma: Cloud Our Eyes
- Diretto da: Rob Hardy
- Scritto da: Alex Berger

### Trama
L'FBI chiude una applicazione che può localizzare i veicoli governativi rintracciando la hacker che lo ha realizzato. Jane ha un sogno erotico su un uomo che ha il tatuaggio di un albero sul braccio e pensa sia Kurt, così lei cerca di mantenere le distanze. Tuttavia, l'uomo nei suoi sogni non è Weller e sta osservando la sua casa durante la notte. Tasha decide di pagare i suoi debiti di gioco dando i soldi che ha avuto da Carter al suo allibratore. Lei gli dice che è fuori e non vuole scommettere più. Sarah rivela al padre Bill che Taylor è viva.

## Non fidarti di nessuno
- Titolo originale: Sent on Tour
- Anagramma: Trust No One
- Diretto da: Steve Shill
- Scritto da: Chris Pozzebon

### Trama
Mayfair viene interrogata da Weller sul file di Saúl Guerrero: è stato un informatore e Mayfair era il suo referente, ma poi ha iniziato a lavorare contro l'FBI ed è il motivo per cui è stato redatto il file. David dice che vuole andare a vivere con Patterson mentre stanno seguendo un indizio alla Brooklyn Historical Society ma Mayfair scopre di David e rimprovera Patterson per aver dato accesso a informazioni classificate ad un civile. Per paura, Patterson, rompe con David dando più importanza al lavoro. Il team nel frattempo segue uno dei tatuaggi di Jane in una città secessionista nel Michigan, dove trovano, per caso, e arrestano Guerrero. Dopo aver combattuto la milizia della città e con l'aiuto di indizi presenti su altri tatuaggi, lo portano all'FBI. Quando Kurt si accorge che Mayfair non ha mai incontrato prima Guerrero, lei gli racconta dell'Operazione Daylight.

## Sospetta di tutti
- Titolo originale: Persecute Envoys
- Anagramma: Suspect Everyone
- Diretto da: Marcos Siega
- Scritto da: Chelsey Lora

### Trama
Cinque anni prima Bethany Mayfair ha incontrato Tom Carter, Sofia Varma, Vice Responsabile politico della Casa Bianca e il capo di gabinetto della Casa Bianca, Davenport. Mayfair racconta a Weller il Progetto Daylight e su tutte le preziose informazioni interne che l'NSA ha raccolto illegalmente chiedendo agli stessi Vice radunati di ricavare informazioni. Mayfair ha usato Saúl Guerrero per mettere dietro le sbarre le persone più pericolose. Kurt si arrabbia per tutte le sue bugie in questi anni e anche perché l'indizio di dove trovare Guerrero era tatuato sul corpo di Jane, dove quindi potrebbero trovarsi ancora altre informazioni sul caso Daylight. Mayfair giura che non sa nulla di più, ma il suo rapporto con Weller può essere irreparabile. Un flashback mostra come Sofia, che era la sua amante, si è suicidata per il senso di colpa di aver utilizzato Daylight e aver rovinato anche la vita di un politico. Nel frattempo, due poliziotti vengono trovati uccisi dopo essere stati presenti sulla scena di una vecchia sparatoria, in cui un poliziotto aveva ucciso un giovane adolescente nero dopo che aveva provocato disordini. Si scopre che logo numerato del Distretto dei due poliziotti corrisponde a un tatuaggio sul corpo di Jane. La loro indagine rivela un caso di corruzione all'interno del 65º distretto. Carter chiede Tasha di continuare a fornire ulteriori informazioni su Jane, che lei è riluttante a dare.

## Solleva la tenda
- Titolo originale: Authentic Flirt
- Anagramma: Lift the Curtain
- Diretto da: David McWhirter
- Scritto da: Katherine Collins

### Trama
Patterson decodifica un altro tatuaggio che porta ad un sito web in cui alcuni criminali discutono dei loro crimini. Seguendo un indizio trovato nel sito, la squadra si ritrova in una casa abbandonata, in cui hanno uno scontro a fuoco con dei sicari, che muoiono. Si scopre che la coppia stava cercando un testimone sotto protezione in custodia alla US Mashall ed ex ragazza di Kurt, Allison Knight. Allison spiega c'era un hacker è riuscito ad entrare nei loro sistemi e prendere la lista di tutti i testimoni sotto protezione e quindi venderla ai sicari. Così, Weller e Jane decidono di andare sotto copertura come la coppia sposata di sicari per ottenere l'elenco e arrestare l'uomo. Jane e Kurt vengono però trasportati sull'isola di massima sicurezza del venditore, privati delle loro armi e senza telefoni. La squadra deve individuare dove sono state portati Jane e Weller. Mayfair e Carter discutono su Guerrero; Carter vuole sbarazzarsene mentre Mayfair pensa a qualcosa di meno criminale. Tuttavia Carter ordina ad un inserviente della prigione di uccidere Guerrero. Zapata è sotto pressione da Carter che le ordina di inserire una cimice nella casa sicura di Jane, ma lei non lo fa. Patterson si incontra con il suo ex-fidanzato David, che vuole ritornare con lei ma quest'ultima vuole rimanere in disparte a causa del suo lavoro. Più tardi, David si accorge di una donna che guarda lo stesso libro di codici che avevano trovato insieme e la segue fino ad un vicolo. David viene trovato morto da un uomo che lo seguiva, mentre la donna è scomparsa dal vicolo.

## E rivela il burattinaio
- Titolo originale: Evil Handmade Instrument
- Anagramma: And Unveil the Mastermind
- Diretto da: Marcos Siega
- Scritto da: Christina M. Kim

### Trama
Mayfair si incontra con Carter e lui le dice di sbarazzarsi di Jane dato che è l'ultimo anello di Daylight. Zapata ottiene un'ultima possibilità da Carter per mettere la cimice nell'appartamento di Jane. A seguito di informazioni dal libro con una stampa parziale, la squadra scopre una cellula dormiente russa. La squadra scopre che la donna dai capelli rossi, assassina di David, è una di loro e la sua missione è di eliminare gli obiettivi ritenuti non patriottici in Russia. Più tardi, Jane riesce a non farsi seguire dalla scorta e attende Weller fuori dal suo appartamento dove lei lo bacia. Andando verso casa viene rapita da Carter che la tortura per avere informazioni e si ricorda di essere collegata a Orion. Jane viene salvata dall'uomo con il tatuaggio di un albero che uccide Carter e mostra a Jane un video rivelando che lei è la persona che ha orchestrato tutto, compresa la sua perdita di memoria.

## In caso di emergenza
- Titolo originale: Cease Forcing Enemy
- Anagramma: In Case of Emergency
- Diretto da: Rob Seidenglanz
- Scritto da: Martin Gero

### Trama
Uno dei tatuaggi di Jane conduce la squadra in un'isola abbandonata, dove trovano un aereo che era scomparso tempo prima ed era stato dichiarato perduto. Una volta lì, vengono fermati da un gruppo di terroristi che tengono in ostaggio i passeggeri dell'aereo costringendoli a creare un dispositivo in grado di disabilitare tutti i satelliti GPS americani. Nel frattempo, Oscar dice a Jane che deve fidarsi di lui e che è stata lei stessa a farsi tutti quei tatuaggi e a cancellarsi la memoria. La sera precedente Jane aveva baciato Kurt e quest'ultimo le chiede di vedersi per parlare, allo stesso tempo Oscar ha chiesto a Jane di presentarsi in un luogo sicuro per rivelarle cosa le sia successo veramente. Jane decide di andare da Oscar, lasciando Kurt aspettare da solo.

## Segui queste istruzioni
- Titolo originale: Scientists Hollow Fortune
- Anagramma: Follow These Instructions
- Diretto da: Rich Newey
- Scritto da: Alex Berger

### Trama
Come prima missione Oscar chiede a Jane di sostituire la penna di Mayfair con un duplicato. Quando un sergente dell'esercito presunto morto uccide tre persone in una base militare, si scopre che il suo nome è tatuato sulla gamba di Jane con i nomi di altri quattro soldati, tutti presumibilmente morti. La squadra lo segue alla vecchia casa di sua madre e si rendono conto era vittima di un esperimento privato militare con l'obiettivo di creare un super soldato. Il sergente viene rapito dalla dottoressa che ha sperimentato su di lui e l'FBI li rintraccia ad un impianto di stoccaggio a Brooklyn. Arrestano la dottoressa, il sergente viene liberato ma era ancora drogato e non riconoscendo l'FBI scappa e Jane lo insegue. Weller è costretto a sparargli quando il ragazzo punta una pistola su di Jane. La sera Jane porta la penna di Mayfair a Oscar e chiede risposte per altre domande tra cui di cosa si tratti Orione. Oscar risponde dicendo che è dove lei è morta.

## Resta dove sei
- Titolo originale: Erase Weary Youth
- Anagramma: Stay Where You Are
- Diretto da: Marcos Siega
- Scritto da: Chris Pozzebon

### Trama
C'è stata una fuga di notizie e viene uccisa la donna russa arrestata tempo prima. Si pensa che ci sia una talpa all'interno dell'FBI. La squadra cerca di scovarla mentre l'ispettore Fischer interroga tutta la squadra sondando i loro segreti più profondi. Fischer dimostra che Jane non ha un alibi per la notte della scomparsa di Tom Carter e la accusa di averlo ucciso. Un informatore dell'FBI identifica Jane come la talpa e Fischer l'arresta. Weller, certo dell'innocenza di Jane, minaccia l'informatore per ulteriori informazioni e viene a sapere che Fischer stesso è la talpa. La squadra si muove per liberare Jane e arrestare Fischer. Jane si libera dalla custodia e uccide Fischer quando quest'ultimo sta per prendere la sua pistola. Reed dice a Weller della relazione che ha con Sarah; Weller gli ordina di farla finita. Rendendosi conto che le prove ottenute da Fischer contro Jane erano molto plausibili, Reade e Mayfair cominciano a chiedersi se ha ucciso veramente Carter. Jane furiosa e scossa incontra Oscar che le dice che c'è un tatuaggio da far vedere al più presto alla squadra per decifrarlo. Poi Jane dichiara che non ha più intenzione di fare nient'altro e se ne va.

## Trova una linea sicura
- Titolo originale: Rules in Defiance
- Anagramma: Find a Secure Line
- Diretto da: Kenneth Fink
- Scritto da: Kristen Layden

### Trama
Un tatuaggio conduce la squadra in una casa collegata al traffico di droga e li coinvolge in una sparatoria. Trovano un murale davanti alla casa e lo ricollegano alla scomparsa di una ragazza e il sospettato è nel braccio della morte, dichiarato colpevole. Si collega la ragazza al traffico di esseri umani. Incapace di rinviare l'esecuzione, la squadra ha bisogno di arrestare le persone coinvolte nel giro di contrabbando per salvare il detenuto. Zapata prende il posto della prossima presunta vittima, ma viene drogata e rapita e il suo dispositivo di tracciamento rimosso. Jane parla con il terapista se lasciare o no l'FBI, ma appena sente che Zapata è in pericolo decide di restare. I rapitori scoprono che Zapata non è chi hanno pensato fosse. I politici e gli uomini d'affari sporchi coinvolti vengono fatti fuggire e il responsabile di tutto ciò ordina di mettere l'edificio in fiamme con Zapata e le altre vittime all'interno. Zapata aiuta le altre a fuggire, ma lei rimane intrappolata. Il team arriva appena in tempo, arrestando l'uomo e salvando Zapata. Reade rintraccia la macchina di Carter tramite le telecamere ma alla guida non riconosce l'uomo e appena esce viene colpito da un uomo mascherato. Jane rifiuta di essere la risorsa di Oscar nell'FBI, ma Oscar la avverte che le persone incaricate uccideranno Weller se lei non collabora.

## Per contattare il tuo responsabile
- Titolo originale: Older Cutthroat Canyon
- Anagramma: To Contact Your Handler
- Diretto da: Marcos Siega
- Scritto da: Brendan Gall

### Trama
Oscar dà a Jane un nuovo incarico: posizionare un localizzatore all'interno del veicolo della squadra. Reade si sveglia con una pistola puntata alla testa. L'uomo mascherato lo avvisa di non indagare più sulla morte di Carter, altrimenti verranno uccise le persone a cui lui vuole bene. Intanto, Patterson risolve un tatuaggio: la rosa in fiamme. L'indagine porta a una galleria dove è stato rubato un dipinto. Kurt viene ferito da una bomba che trova all'interno di una scultura. Reade e Jane cercano nell'appartamento dell'artista, ma lo trovano morto e Jane viene colpita da un cecchino che riconosce in un suo flashback. Quando il cecchino scappa, anche Jane sparisce. Weller rifiuta le cure finché Jane non sia al sicuro e si fa dimettere dall'ospedale. Mentre la squadra segue gli indizi, Jane scopre chi è il cecchino tramite Oscar. In un cantiere navale la squadra di Weller viene intrappolata nel covo del cecchino. Oscar è volto a mantenere Jane al sicuro, ma, avendo bisogno di sapere che Kurt e gli altri sono al sicuro, Jane si dirige verso il cantiere dove però viene catturata dal cecchino. Weller, Zapata e Reade cadono nella trappola mentre Jane combatte contro il cecchino. Oscar spara al cecchino ed entrambi cadono in acqua. Sapendo che Sarah è in pericolo, Reade vuole smettere di indagare su Jane e lascia Sarah per proteggerla. Al loro punto di incontro Jane ritrova Oscar ancora vivo, ma a quanto pare, a insaputa di Jane, anche il cecchino è sopravvissuto.

## Troverai l'occorrente
- Titolo originale: Any Wounded Thief
- Anagramma: Find What You Need
- Diretto da: Tricia Brock
- Scritto da: Christina M. Kim

### Trama
Dopo che un camion blindato è stato derubato, la squadra scopre che i beni rubati sono armi chimiche e devono correre per sventare un attacco terroristico. Nel frattempo, Jane é alle prese con un ricordo confuso di Weller, mentre si avvicina ancora di più a Oscar.

## Nell'ultimo posto dove guarderesti
- Titolo originale: Mans Telepathic Loyal Lookouts
- Anagramma: In Almost the Last Place You Look
- Diretto da: Jeff T. Thomas
- Scritto da: Rachel Caris Love

### Trama
Patterson, ricevendo un messaggio nascosto nel cruciverba del New York Times, s'imbarca in una caccia al tesoro di tatuaggi che la mette in pericolo, Weller chiede l'opinione di suo padre su chi ha rapito Taylor Shaw.

## Per avviare la sequenza
- Titolo originale: One Begets Technique
- Anagramma: To Begin the Sequence
- Diretto da: Karen Gaviola
- Scritto da: Martin Gero

### Trama
L'FBI per arrivare ad un ricercato per terrorismo internazionale, deve rubare alcuni dipinti per incastrarlo.

## Concentrati sul tempo
- Titolo originale: In the Comet of Us
- Anagramma: Focus on the Time
- Diretto da: Dermott Downs
- Scritto da: Ryan Johnson e Peter Lalayanis

### Trama
Zapata risolve un tatuaggio che porta Jane e la squadra alla Hudson University in una missione per scoprire le frodi sulle borse di studio.

## Poi prendi la prima strada a Ovest
- Titolo originale: Swift Hardhearted Stone
- Anagramma: Then Wait For The Address
- Diretto da: Rob Seidenglanz
- Scritto da: Christina M. Kim

### Trama
Quando Jane accusa Oscar di usarla per arrivare a Mayfair, Sofia rivela che Jane l'aveva reclutata per distruggere lo stesso Mayfair.

## Verso il nuovo nascondiglio
- Titolo originale: Of Whose Uneasy Route
- Anagramma: To Your New Safehouse
- Diretto da: Jeff F. King
- Scritto da: Alex Berger

### Trama
Patterson indaga con Jane e gli altri su chi ha violato gli uffici dell'FBI, nel frattempo, Weitz prende in carico le indagini sull'omicidio di Alexandra con Mayfair unica sospettata.

## L'ordine sarà rivelato
- Titolo originale: If Love a Rebel, Death Will Render
- Anagramma: The Final Order Will Be Revealed
- Diretto da: Romeo Tirone
- Scritto da: Brendan Gall

### Trama
Jane e gli altri indagano per identificare un bambino abbandonato con lo stesso tatuaggio di Jane.

## Ad archiviazione avvenuta
- Titolo originale: Why Await Life's End
- Anagramma: When It's Filed Away
- Diretto da: Rob Seidenglanz
- Scritto da: Martin Gero

### Trama
Weller cerca la verità all'interno di un'affermazione straziante e confusa, e mentre Jane chiede aiuto a un ex sospettato con Oscar, il resto della squadra fatica ad aiutare un amico.